# Мокра Рокитна (річка)
Мокра Рокитна (рос. Яр Мокрая Ракитни) — річка в Україні у Нововодолазькому районі Харківської області. Ліва притока річки Мжи (басейн Азовського моря).

## Опис
Довжина річки приблизно 7,38 км, найкоротша відстань між витоком і гирлом — 6,27  км, коефіцієнт звивистості річки — 1,18 . Формується декількома струмками та загатами.

## Розташування
Бере початок на північно-східній околиці села Мокра Рокитна. Тече переважно на південний захід і у селі Рокитне впадає у річку Мжу, праву притоку Сіверського Дінця.

## Притоки
Яр Вошивий - ліва притока 

## Цікаві факти
- Між селами Мокра Рокитна та Рокитне річку перетинає автошлях М29[2] (автомобільний шлях міжнародного значення в Україні, що є частиною Європейського маршруту E105. Проходить територією Харківської та Дніпропетровської областей. Загальна довжина — 163,8 км.).
- На правому березі річки у селі Рокитне розташований Маєток Куликовських[2].
- У минулому столітті на річці існували газгольдери та газові свердловини[4].